# 公津の杜
公津の杜（こうづのもり）は、千葉県成田市の地名である。現行行政地名は公津の杜一丁目から公津の杜六丁目。郵便番号は286-0048。本項では、同地に存在する京成電鉄が開発したニュータウンについても記載する。

## 事業概要
事業主体は、成田市公津東土地区画整理組合と京成電鉄の事業連携となっている。1986年9月に事業に着手した。施行面積：約117.3ha、計画戸数：3,750戸、計画人口：11,740人となっている。2012年10月末日現在のデーターでは、公津の杜地区全体で、人口8,214人、世帯数3,644世帯となっている。
- 事業名称：成田市都市計画事業公津東特定土地区画整理事業
- 施行者：成田市公津東土地区画整理組合
- 組合設立認可：1986年（昭和61年）9月
- 施行地区：成田市飯田町、飯仲、大袋、江弁須、下方の各一部
- 施行面積：約117.3ha

## 沿革
- 1986年（昭和61年）9月 - 土地区画整理事業に着手。
- 1991年（平成3年）3月 - 建設省「ふるさとの顔づくりモデル土地区画整理事業」に指定。
- 1994年（平成6年）4月1日 - 公津の杜駅が開業[4]。
  - 12月 - 千葉県街並み景観賞受賞。
- 1995年（平成7年）6月 - まちづくり月間建設大臣表彰を受賞。
- 1997年（平成9年）11月22日 - 成田市都市計画事業公津東特定土地区画整理事業の施行により、公津の杜一丁目から公津の杜六丁目の町丁名が起立[5]。
- 1999年（平成11年）3月31日 - 区画整理事業が完了。 
  - 12月 ユアエルム成田店が開業。
- 2006年（平成18年）4月 - 公津の杜小学校が開校。
- 2013年（平成25年）4月 - 公津の杜中学校が開校。
  - 7月 - 公津の杜複合施設（もりんぴあこうづ）が開館。

## 都市空間
公津の杜の開発コンセプトは"交流"となっている。公津の杜地区は、旧建設省の「ふるさとの顔づくりモデル土地区画整理事業」に指定されており、HOPE計画（地域住宅計画）で、方向性やルールを定めた計画的な都市計画によって区画整理事業が進められた。住宅地の地価は、2014年（平成26年）1月1日の公示地価によれば、公津の杜2丁目22番3の地点で8万5300円/m2となっている。

### 公津の杜1丁目
1丁目は、戸建て住宅が中心に建設されている。主な幹線道路沿いには、コンビニや、洋服量販店、パン屋などの商店が建ち並ぶ。1丁目に隣接する場所に赤坂消防署公津分署が位置する。

### 公津の杜2丁目
2丁目は、戸建て住宅や集合住宅などが建てられ、駅前に隣接する周辺には、オフィスビルや学習塾、専門学校などが建ち並ぶ。

### 公津の杜3丁目
3丁目は、戸建て住宅や集合住宅が建てられ、幹線道路沿いには産婦人科、ファミリーレストランなどが建ち並ぶ。また、公津の杜小学校がある。

### 公津の杜4丁目（公津の杜駅周辺）
土地区画整理事業に伴い、京成電鉄との事業連携により、新駅（公津の杜駅）が開設され、三角屋根の駅舎は街のランドマークとなっている。駅舎は、地下へ掘り下げた構造となっており、電車による騒音を少なくする工法がとられている。駅前広場に隣接する場所には、ロピアを核店舗とするユアエルム成田店が建設され、駅前にはマンションや全日本空輸（ANAグループ）やJALグループの社宅などの集合住宅、幼稚園などが建設されている。駅周辺は、電線を地下に埋設しており、景観に配慮されている。2013年6月に成田市の複合施設「もりんぴあこうづ」が開設。2016年4月には国際医療福祉大学成田キャンパス（成田看護学部、成田保健医療学部）が開設された。また、翌2017年4月には国際医療福祉大学に医学部も開設された。

### 公津の杜5丁目
5丁目は、戸建て住宅が建てられているが、まだ分譲販売されていない空き地が目立つ。近隣には生産緑地などが残されている。公津の杜中学校がある。

### 公津の杜6丁目
6丁目は、戸建て住宅と、マンションが建てられている。まだ分譲販売されていない空き地が目立つ。公津の杜でも最も大きい公津の杜公園が位置する。調整池を兼ねた大規模公園であり、週末には親子連れで賑わう。

## 世帯数と人口
2017年（平成29年）10月31日現在の世帯数と人口は以下の通りである。
| 丁目           | 世帯数    | 人口    |
| -------------- | --------- | ------- |
| 公津の杜一丁目 | 429世帯   | 1,035人 |
| 公津の杜二丁目 | 744世帯   | 1,639人 |
| 公津の杜三丁目 | 557世帯   | 1,211人 |
| 公津の杜四丁目 | 1,674世帯 | 3,446人 |
| 公津の杜五丁目 | 606世帯   | 1,270人 |
| 公津の杜六丁目 | 480世帯   | 1,141人 |
| 計             | 4,490世帯 | 9,742人 |

## 小・中学校の学区
市立小・中学校に通う場合、学区は以下の通りとなる。
| 丁目           | 番地 | 小学校                 | 中学校                 |
| -------------- | ---- | ---------------------- | ---------------------- |
| 公津の杜一丁目 | 全域 | 成田市立公津の杜小学校 | 成田市立公津の杜中学校 |
| 公津の杜二丁目 | 全域 | 成田市立公津の杜小学校 | 成田市立公津の杜中学校 |
| 公津の杜三丁目 | 全域 | 成田市立公津の杜小学校 | 成田市立公津の杜中学校 |
| 公津の杜四丁目 | 全域 | 成田市立公津の杜小学校 | 成田市立公津の杜中学校 |
| 公津の杜五丁目 | 全域 | 成田市立公津の杜小学校 | 成田市立公津の杜中学校 |
| 公津の杜六丁目 | 全域 | 成田市立公津の杜小学校 | 成田市立公津の杜中学校 |

## 教育施設
大学
- 国際医療福祉大学成田キャンパス

専門学校
- 成田航空ビジネス専門学校

中学校
- 成田市立公津の杜中学校

小学校
- 成田市立公津の杜小学校

私立幼稚園
- 公津の杜幼稚園

私立保育園
- 公津の杜保育園

## 都市計画公園
近隣公園
- 公津の杜近隣公園（3.9ha）

街区公園
- 小谷津街区公園
- 琴平街区公園
- 南向野街区公園
- 南向野第二街区公園
- 向台街区公園
- 大作台街区公園
- 金掘街区公園
- 山王街区公園

## 交通

### 鉄道
- 京成電鉄 公津の杜駅

### バス
- 千葉交通
  - 公津の杜線
  - 宗吾線